# 韓士望
韓士望，山東濟南府淄川縣（今山東省淄博市西南淄川）人，清朝政治人物、同進士出身。

## 生平
明崇禎十五年（1642年）壬午科山東鄉試舉人，清順治九年（1652年）壬辰科進士，授福建建寧府崇安縣知縣。